# Stilpnonotus postsignatus
Stilpnonotus postsignatus là một loài bọ cánh cứng trong họ Mycteridae. Loài này được Fairmaire miêu tả khoa học năm 1889.